# M50 Ontos
Le Ontos, officiellement Rifle, Multiple 106 mm, Self-propelled, M50, est un blindé chenillé antichar américain développé dans les années 1950. Sa particularité principale est son armement multiple de canons sans recul.
Il est armé de six canons sans recul M40 de 106 mm comme armement principal, pouvant être tirés quasi-simultanément contre une cible pour garantir sa destruction. Même si le calibre des canons était de 105 mm, il a été désigné 106 mm pour éviter toute confusion avec les munitions de canon sans recul M27 de 105 mm que le M40 remplaça. L'engin a été utilisé par les Marines des États-Unis après que l'Armée eut refusé le projet. Les Marines reportèrent d'excellents résultats lorsqu'ils utilisèrent le Ontos pour l'appui-feu direct contre l'infanterie dans de nombreuses opérations de la Guerre du Vietnam. Le Ontos a été retiré du service en 1969.

## Développement

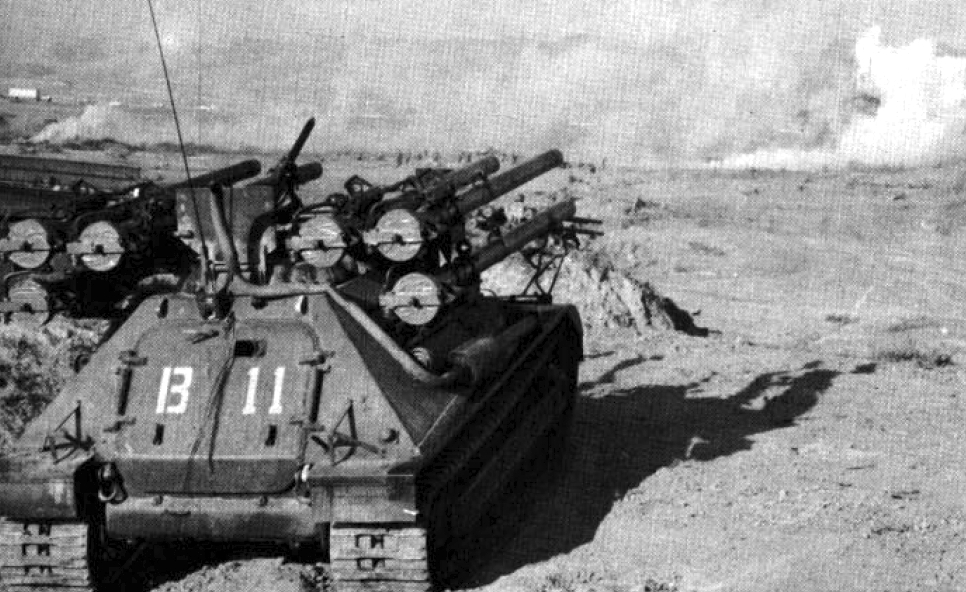
Vue arrière, durant un exercice de tir.

Le Ontos (« chose » en grec) est issu d'un projet de chasseur de char léger et aérotransporté des années 1950. Le poids mesuré (10 à 20 tonnes) limitait alors le calibre du canon principal. Allis-Chalmers obtint un contrat le 12 août 1955, pour 297 véhicules. Il est construit en parallèle avec le canon automoteur aéroporté antichar M56 Scorpion (en) qui lui a été utilisé par l'US Army.
Le premier véhicule d'Allis-Chalmers, achevé en 1952, était basé sur le train de roulement du M56 Scorpion. Il était pourvu d'une tourelle dotée de trois canons sans recul, de chaque côté, avec une dotation restreinte de 18 obus. Les munitions pouvaient être explosives, à charge creuse (M374A1 HEAT) ou HESH (M346A1), voire à fléchettes M581 APERS-T « Beehive », plus tard efficaces dans la jungle. La configuration à tubes multiples sans recul avait auparavant été montée sur le Borgward IV « Wanze » et le sera sur le Type 90 106 mm.
Le prototype et la phase de test, à l'Aberdeen Proving Ground, s'acheva en 1955 par l'annulation de la commande par l'Armée. Il est vrai que le chasseur de char pâtit de nombreux défauts, tels une munition trop faible et en nombre insuffisant, une hauteur trop haute nuisant à la discrétion, et surtout la nécessitée pour l'équipage de sortir à découvert pour recharger les six tubes. Son utilité apparait d'ordre opérationnel : sa masse l'autorise à être déployé sur les théâtres par avion-cargo, hélicoptères (CH-53 Sea Stallion) ou chalands de débarquement. Si sa puissance de feu paraît conséquente à courte portée, il ne pourrait tenir le terrain lors d'une confrontation de chars de haute intensité.
Bien que l'Armée ait annulé sa commande, le Corps des Marines manquant de tels véhicules en commanda 297. La production débuta ainsi en 1955 et les Marines reçurent le premier engin en octobre 1956.

## Service

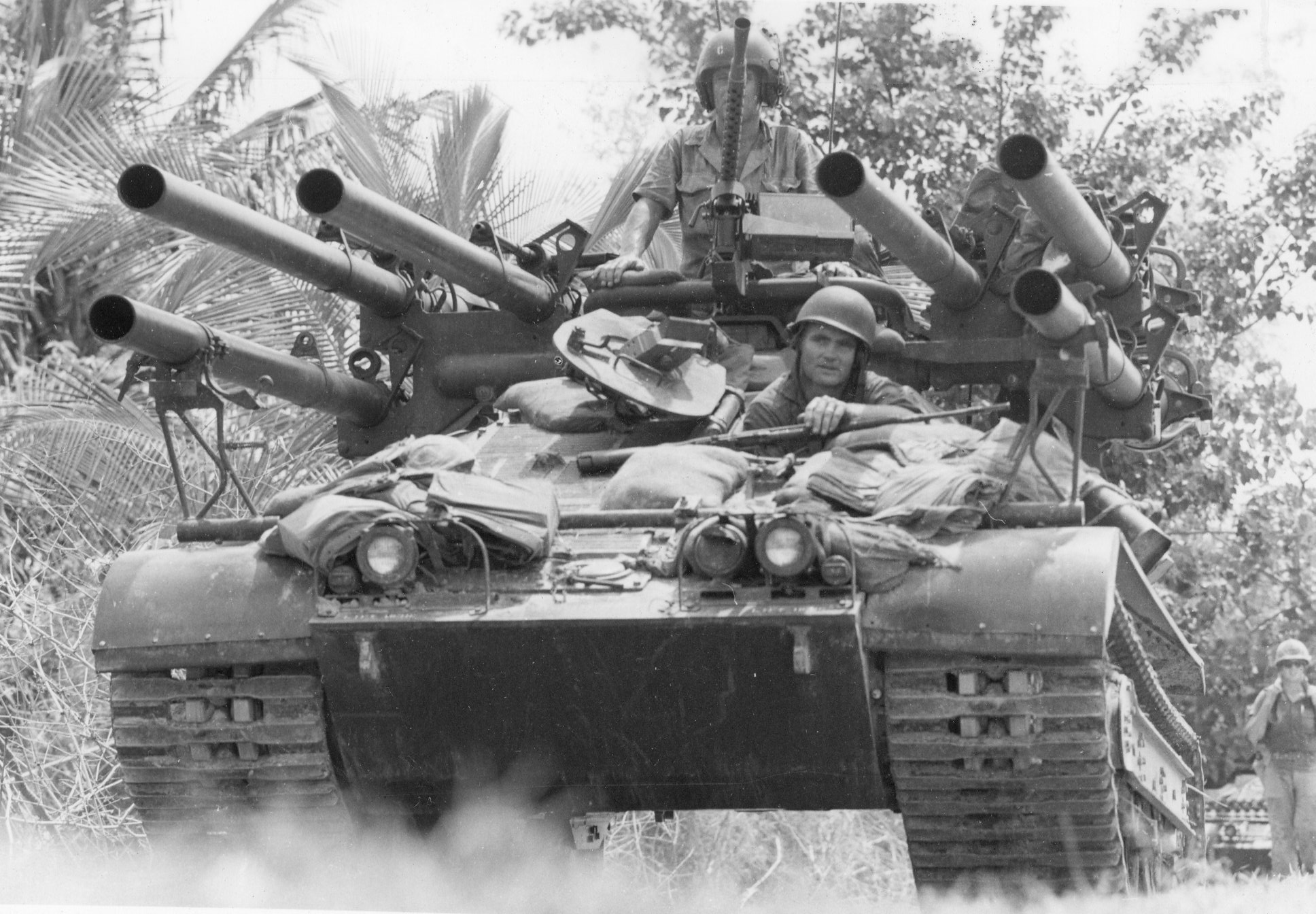
Un Ontos de la 1er division de Marine en juin 1966.

S'ils furent conçus comme « tank destroyer », la plupart des M50 n'engageront pas de chars ennemis lors de la Guerre du Viêt Nam, bien que l'Armée nord-vietnamienne ait déployé des chars de combat. Le Ontos a été par contre largement utilisé par les US Marines pour l'appui-feu direct de l'infanterie au combat, un rôle qui n'a jamais été souligné dans la doctrine d'emploi du char. Pourvu d'un blindage léger, de nombreux Ontos étaient déployés en défense statique des positions.
Le M50 était apprécié de ses équipages, et possédait des atouts tactiques : ainsi, son faible poids, et par conséquent sa pression au sol réduite l'autorisait à se mouvoir là où les chars classiques s'enlisaient. Durant la bataille de Huế, le colonel Stanley S. Hughes (en) considéra le Ontos comme le plus efficace des appuis-feu : sa mobilité le rendait moins vulnérable que les chars, qui subirent de lourdes pertes, alors que jusqu'à 460 mètres, les canons sans recul pouvaient frapper les retranchements ennemis ou abattre des murs. L'apparition d'un Ontos lors d'un combat a parfois été suffisante pour faire se retirer du champ de bataille les forces adverses. Son faible blindage, très vulnérable aux armes antichars lourdes (canons et missiles), n'était pas pénalisant lors de tirs en arrière des premières lignes, face à des troupes viet-congs dotées, au mieux, de lance-roquettes à courte portée.
Les unités de M50 furent déployées dans divers engagements, telles que l'opération Starlite en 1965, Khe Sanh en 1968, la bataille de Huế de 1968, l'opération Ford, La bataille de Phu Bai en 1968, la sécurisation de Da Nang et beaucoup d'autres.
Ces unités furent démantelées en mai 1969. La plupart des véhicules rapatriés ont été mis à la ferraille, d'autres désarmés et revendus pour un usage civil ou conservés dans divers musées.
Le Ontos a aussi été déployé (pour son usage antichar) lors de l'intervention américaine dans la guerre civile dominicaine. Le 29 avril 1965, un M50 Ontos détruisit un vieux char léger Stridsvagn L-60 (en). dans un autre engagement, un M50 détruisit un AMX-13. 